# 佐久間勝利
佐久間 勝利（さくま かつとし、宝暦4年（1754年）- ? ）は、江戸時代の幕臣。佐久間氏の一族で佐久間勝忠の次男。婿養子となり家督を継いでいた義兄佐久間盛庸の養子となった。初め盛勝と名乗った。通称は十太郎。
天明3年（1783年）8月6日、30歳で家督（200俵）を相続。
寛政9年（1797年）閏7月29日、小十人となる。
寛政重修諸家譜の編纂当時の当主。
屋敷は駒込新屋敷田安上地。
妻は福井久光の娘。